# Neófito (liberto)
Neófito fue un liberto del emperador romano Nerón. Fue uno de los cuatro compañeros en el último viaje del emperador en junio de 68, con Epaphroditos, Phaon y Sporus, y estuvo con él en su muerte.